# Die Vergessenen (1956)
Die Vergessenen ist ein Dokumentarfilm des Süddeutschen Rundfunks (SDR) von Peter Dreessen unter Mitarbeit von Peter Adler aus dem Jahr 1956, der erstmals im Rahmen der Fernsehreihe „Im Blickpunkt: Zeitgeschehen — genauer betrachtet“ ausgestrahlt wurde.

## Inhalt und Hintergrund
Die Vergessenen entstand nach einem ursprünglich von Adler geschriebenem und 1955 ausgestrahltem Hörfunkfeature gleichen Titels, das sich mit dem Schicksal deutsch-jüdischer Emigranten in Paris beschäftigte – welche seit 1933 dorthin vor den Nationalsozialisten geflüchtet waren –, die nach Ende des Zweiten Weltkrieges keine Entschädigung bekamen und in schlechten Verhältnissen lebten. In dem daraufhin entstandenen Dokumentarfilm werden der Kunstmaler Alfred Kaufmann, eine Rentnerin mit ihrem Enkelkind, eine Opernsängerin, der Karikaturist und Maler Otto Elkan, ein Lumpenhändler mit seiner Ehefrau, ein Rentnerpaar, ein Rentner mit Halbseitenlähmung und ein Arzt porträtiert. Der Dokumentarfilm enthält kein Interview mit den gezeigten Emigranten, allein der Sprecher Peter Häfer stellt sie kurz vor und beschreibt kurz ihre Lebenssituation sowie ihren Alltag in Paris. Im Jahr 1956 lebten etwa 10.000 deutsch-jüdische Emigranten in Frankreich, davon allein 5.000 in Paris.
Nach der Ausstrahlung des Hörfunkfeature 1955 hatte der Sender SDR ein Spendenkonto eingerichtet und rief zu Spenden auf, durch die ein Altenwohnheim für hilfsbedürftige deutsch-jüdische Emigranten finanziert werden sollte. Zudem reiste Peter Adler durch Deutschland und sprach mit Personen aus der Wirtschaft und Politik, um auf das Schicksal deutsch-jüdischer Emigranten hinzuweisen, und bat um Spenden. Der Dokumentarfilm entstand 1956 und wurde erstmals am 8. Mai 1956 ausgestrahlt – elf Jahre nach der bedingungslosen Kapitulation der Wehrmacht und damit des Endes des Zweiten Weltkrieges in Europa sowie der Befreiung vom Nationalsozialismus. Nach der Erstausstrahlung folgte eine Diskussionsrunde, u. a. mit den Politikern Erich Mende, Eugen Gerstenmaier und Fritz Erler. Im Juni 1956 wurde der Dokumentarfilm in einer Sondervorstellung vor dem Deutschen Bundestag vorgeführt. Der Bundestag stimmte danach einstimmig, „außerplanmäßig eine Million D-Mark für die Erstellung eines Wohnheims zur Verfügung zu stellen“. Zudem kamen weitere rund 500.000 D-Mark von Gemeinden, Städten, Unternehmen und Privatpersonen. Wenige Wochen nach der Fernsehausstrahlung standen etwa 1,5 Millionen D-Mark zur Verfügung.
Durch die gesammelten Spendengelder kaufte die Hilfsorganisation La Solidarité des Réfugiés Israélites (eine Vereinigung jüdischer Emigranten in Frankreich) – insbesondere durch die Unterstützung von Max Dessauer – ein Schloss nahe Paris, wo 40 hilfsbedürftige deutsch-jüdische Emigranten ein neues Zuhause fanden, sowie Wohnungen für Familien. Hierüber entstand der Dokumentarfilm Das Haus der Vergessenen von Dieter Ertel, der 1957 ausgestrahlt wurde. Bis 1960 entstanden auf dem Grundstück des Schlosses 21 Wohnungen durch Neubauten.